# Falc
Pour l’article homonyme, voir Facile à lire et à comprendre.

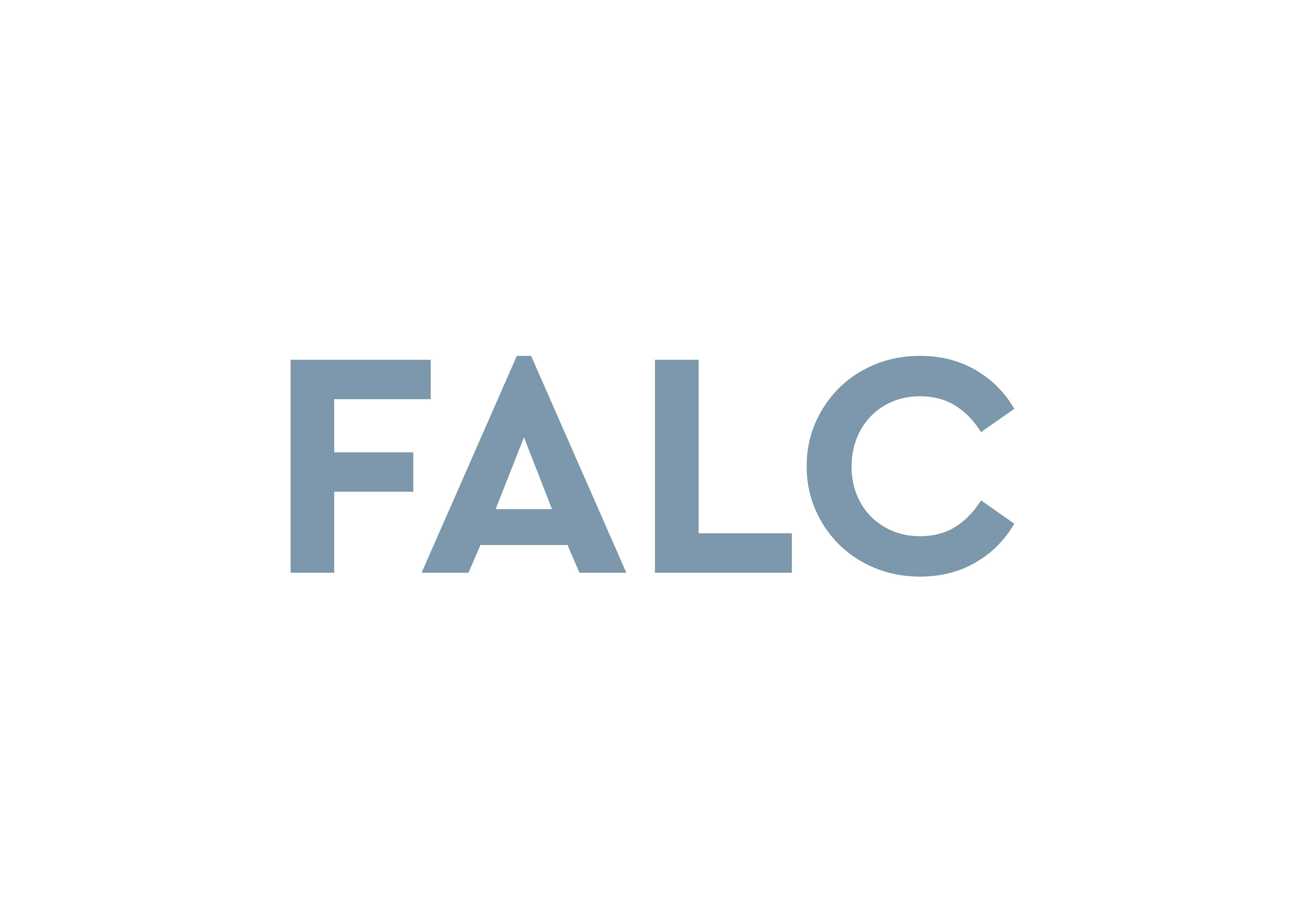
Logo de la marque italienne Falc

Falc S.p.A. est une société italienne productrice de chaussures créée à Civitanova Marche, dans la région des Marches en 1974.
Le nom de la société provient du mot « Falchetti », surnom historique des habitants de la ville haute.
La ligne de chaussures « Falcotto », conçue pour les enfants qui marchent à quatre pattes et font leurs premiers pas, est lancée par Falc en 1982.
Six ans plus tard, en 1988, la société lance sur le marché la ligne « Naturino. »
En 1989, Falc acquiert la licence « Moschino » des chaussures pour enfants.
L’entrée de la société sur le marché de la chaussure pour adultes a lieu en 2005, l’année où est lancée la collection « Moschino Uomo » et est présentée la ligne homme-femme « Voile Blanche. »
La production annuelle de Falc est actuellement supérieure à deux millions de paires de chaussures. La société a progressivement ouvert 5 000 points de vente, 50 magasins exclusifs, des établissements dans plusieurs pays et des filiales commerciales aux États-Unis, au Canada, en Chine, France et Allemagne.